# 馬占山
馬 占山（ば せんざん、1885年11月30日〈光緒11年10月24日〉 - 1950年11月29日）は、中華民国・満洲国・中華人民共和国の馬賊、軍人、政治家。満洲国軍政部長、中国人民政治協商会議委員。字は秀芳。

## 生涯・人物
貧農の子として奉天省（遼寧省）昌図府懐徳県（現在の吉林省長春市公主嶺市）に生まれる。その後馬賊に身を投じるが、張作霖の側近だった呉俊陞に見出され1911年に連隊長、1925年には旅団長となった。

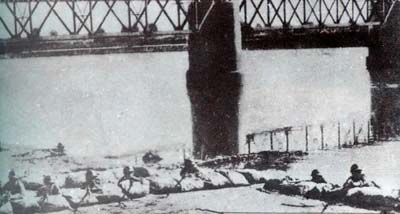
嫩江鉄橋での戦い（1931年）

1931年（昭和6年、民国20年）9月、満洲事変が勃発すると張学良によって黒竜江省政府主席代理に任命され、10月中旬、嫩江（のんこう）にかかる鉄橋を破壊し、関東軍および関東軍に協力した張海鵬の侵攻をチチハルで食い止めようとした。関東軍と馬占山軍は11月上旬、嫩江鉄橋よりも北側に位置する大興駅付近で衝突、11月中旬には関東軍が馬占山軍に対し、チチハル以北へ撤退するよう求めたが馬占山はこれを拒絶し、再び小競り合いがつづいた。第2次若槻内閣は、関東軍のチチハル侵攻は国際世論の硬化をまねくとして内閣総辞職を示唆、結局、関東軍はチチハルに侵攻、激しい戦闘ののち馬占山はチチハルを放棄したものの関東軍は小部隊をチチハルにとどめて撤退、そののち、11月下旬にはハルビン在住の張景恵が関東軍の後押しのもと、黒竜江省の地に新政権を樹立することを宣言した。2万の大軍を擁し、声望高かった馬占山は最後まで抵抗しつづけた。

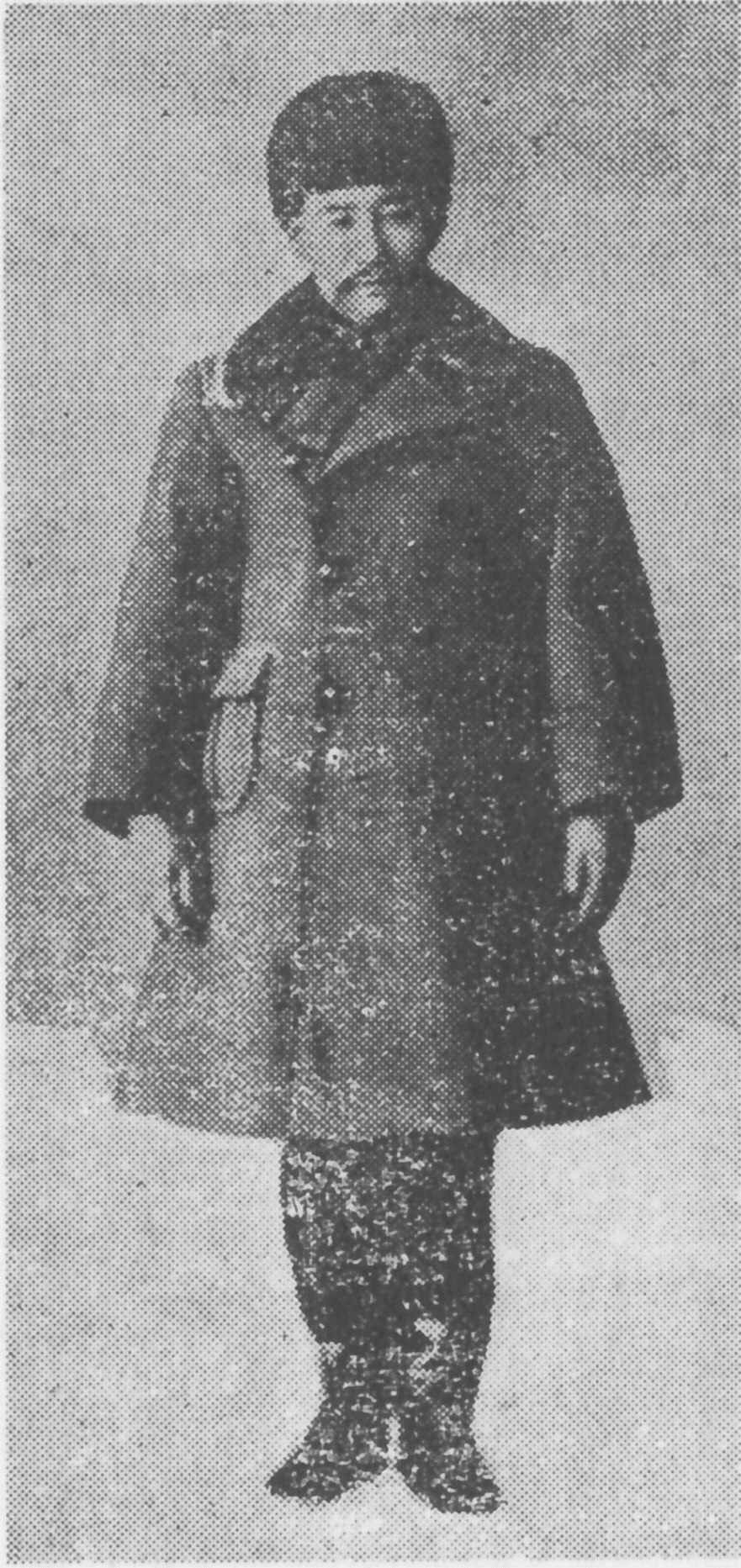
戦場の馬占山（1931年）

1931年12月7日、関東軍参謀の板垣征四郎は馬占山の本拠地に乗り込み、新しい満洲国の黒竜江省省長の地位を約束して説得工作をおこない、馬占山は謝介石の説得に応じるかたちで独立政権樹立の動きに参加した。1932年（昭和7年、民国21年）2月5日のハルビン陥落により満洲国家樹立の動きが加速化し、2月7日、ようやく馬占山が関東軍に帰順した。2月16日、馬占山が日本軍機でハルビンより奉天（現在の瀋陽市）入りするのを待ち、同日の夕刻、大和（ヤマト）ホテルにおいてひらかれた張景恵（黒竜江省長）、臧式毅（奉天省長）、煕洽（吉林省長）、馬占山（直後に黒竜江省長に就任）の四巨頭会談（建国会議）に参加した。翌17日、張景恵を委員長とし、馬占山も委員である東北最高行政委員会が発足し、18日、同委員会は電文を発し、東北地方の国民政府からの離脱を宣言した。3月1日、東北最高行政委員会は張景恵の屋敷で「満洲国」建国宣言をおこない、満洲国が誕生した。馬占山は、黒竜江省長とともに同年3月9日には満洲国軍政部長を兼ねた。

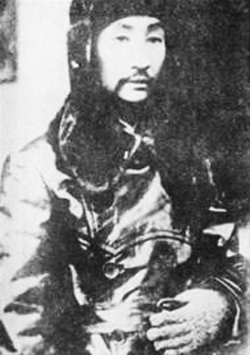
馬占山（1940年以前の写真）

しかし、馬占山は、その1カ月もたたない同年4月1日に黒河を密かに脱出し、ラジオを通じて東北全土に徹底抗戦を呼びかけて東北救国抗日聯軍を組織した。こうしてゲリラ戦を展開したものの軍事的な劣勢を跳ね返すことはできず、翌1933年（昭和8年、民国22年）にはソ連へと脱出した。その後、ヨーロッパ経由で再び中国に入国し、蔣介石に徹底的な抗戦を要求したが拒絶され、軍事委員会委員に棚上げされて、結局、天津の租界に寓居する。1936年（昭和11年、民国25年）に張学良・楊虎城によって西安事変が起きると張学良らを支持、1937年の盧溝橋事件ののちは東北挺進軍総司令に任命され、山西省において八路軍と協力しながら抗日闘争を続行した。馬占山は、馬賊時代の経験を生かした巧みなゲリラ戦術をもって知られ、日本軍将兵から「東洋のナポレオン」の異名をとった。
1948年8月5日、東北剿匪総司令部副総司令兼松北綏靖総司令。同年9月6日、東北剿匪総司令部政務委員会委員。
その後、病に倒れて北平に住み、中国人民解放軍が北平に侵攻する際には傅作義によって鄧宝珊とともに解放軍との交渉にあたった。中華人民共和国成立後の1950年、中国人民政治協商会議の委員となるも出席できず北京で死去した。64歳。